# Yukon
Pour les articles homonymes, voir Yukon (homonymie).
 (juillet 2021).
Le Yukon (/ju.kõ/ ; en anglais : /ˈjuː.kɒn/) est l'un des trois territoires du Nord canadien. Il est la juridiction territoriale la plus peuplée des trois, avec une population de 45 169 personnes en 2023. Sa capitale et plus grande ville est Whitehorse.
Le Yukon est séparé des Territoires du Nord-Ouest en 1898, sous le nom de Territoire du Yukon, afin de répondre à la croissance de la population dans la région, lors de la ruée vers l'or du Klondike. Le 27 mars 2002, une loi fédérale rebaptise simplement le territoire « Yukon ». Néanmoins, le mot « territoire » reste populaire et fréquemment utilisé. Postes Canada continue d'utiliser l'abréviation postale internationalement approuvée YT. Ses deux langues officielles sont l'anglais et le français, mais le gouvernement reconnaît également des langues indigènes.
Avec une altitude de 5 959 m, le mont Logan, situé dans le parc national de réserve de Kluane, est le plus haut sommet du Canada et le deuxième sur le plan continental après le mont McKinley, aux États-Unis. La majeure partie du Yukon a un climat subarctique, caractérisé par des hivers longs et froids et des étés courts et chauds. La côte Arctique est une toundra. Les cours d'eau notables comprennent le fleuve Yukon (d'où le nom) ainsi que les rivières Pelly, Stewart, Peel, Blanche et Tatshenshini.

## Nom
Le territoire tire son nom du fleuve Yukon. Le fleuve, qui se jette dans la mer de Béring après avoir traversé l'Alaska, est le principal cours d'eau du territoire et la majeure partie de celui-ci se situe sur son bassin versant. Yukon vient du gwichʼin chųų gąįį han/Ųųg Han qui signifie « grande rivière ».
La dernière version de la loi sur le Yukon, en 2003, confirme l'emploi par le gouvernement fédéral du Canada du nom « Yukon » plutôt que « territoire du Yukon ».

## Armoiries
Les armoiries du Yukon ont été octroyées par la reine Élisabeth II et adoptées par l'Assemblée législative du Yukon en 1956.
Entre autres, la croix de saint Georges y évoque les premiers colons anglais et, au centre, un disque de vair (une fourrure en héraldique) renvoie à la traite des fourrures.

## Géographie

### Généralités

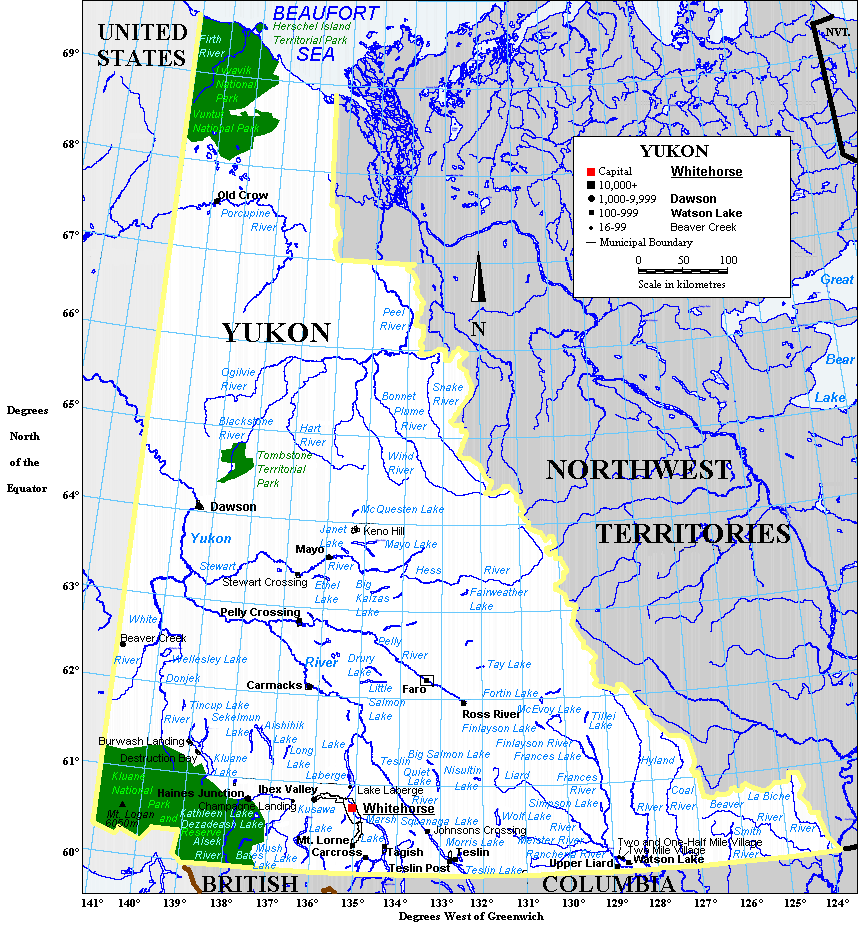
Carte du Yukon.

Le Yukon a quasiment la forme d'un triangle rectangle, d'une superficie comparable à celle de l'Espagne ou de la Suède. Il recouvre 482 443 km2, dont 474 391 km2 de terre et 8 052 km2 d'eaux.
Il est bordé à l'ouest par l'État américain d'Alaska sur 1 210 km, essentiellement le long du 141e méridien, au sud par la Colombie-Britannique le long du 60e parallèle, et à l'est par les Territoires du Nord-Ouest, suivant en gros la limite entre les bassins versants du Yukon et du Mackenzie. Sa côte nord est baignée par la mer de Beaufort.
Le Yukon est une région peu densément peuplée de lacs glaciaires et de montagnes recouvertes de neige. La majeure partie du territoire est placée sur la cordillère américaine ; le point culminant du Canada, le mont Logan (5 959 m), est situé au sud-ouest. La plus grande partie du territoire se trouve sur le bassin du Yukon, dont il tire son nom et sur les berges duquel se trouvent la plupart de ses villes. Tout le Yukon est situé à l'ouest de Vancouver ; il contient les communautés les plus occidentales du Canada.
Le Yukon connaît un climat polaire et subarctique et des hivers longs et secs ; pendant le court été, la longueur du jour permet à une profusion de fleurs et de fruits d'éclore. La plupart du territoire est recouvert par la taïga, la toundra ne se rencontrant qu'à l'extrême nord ou sur des altitudes élevées.

### Géographie

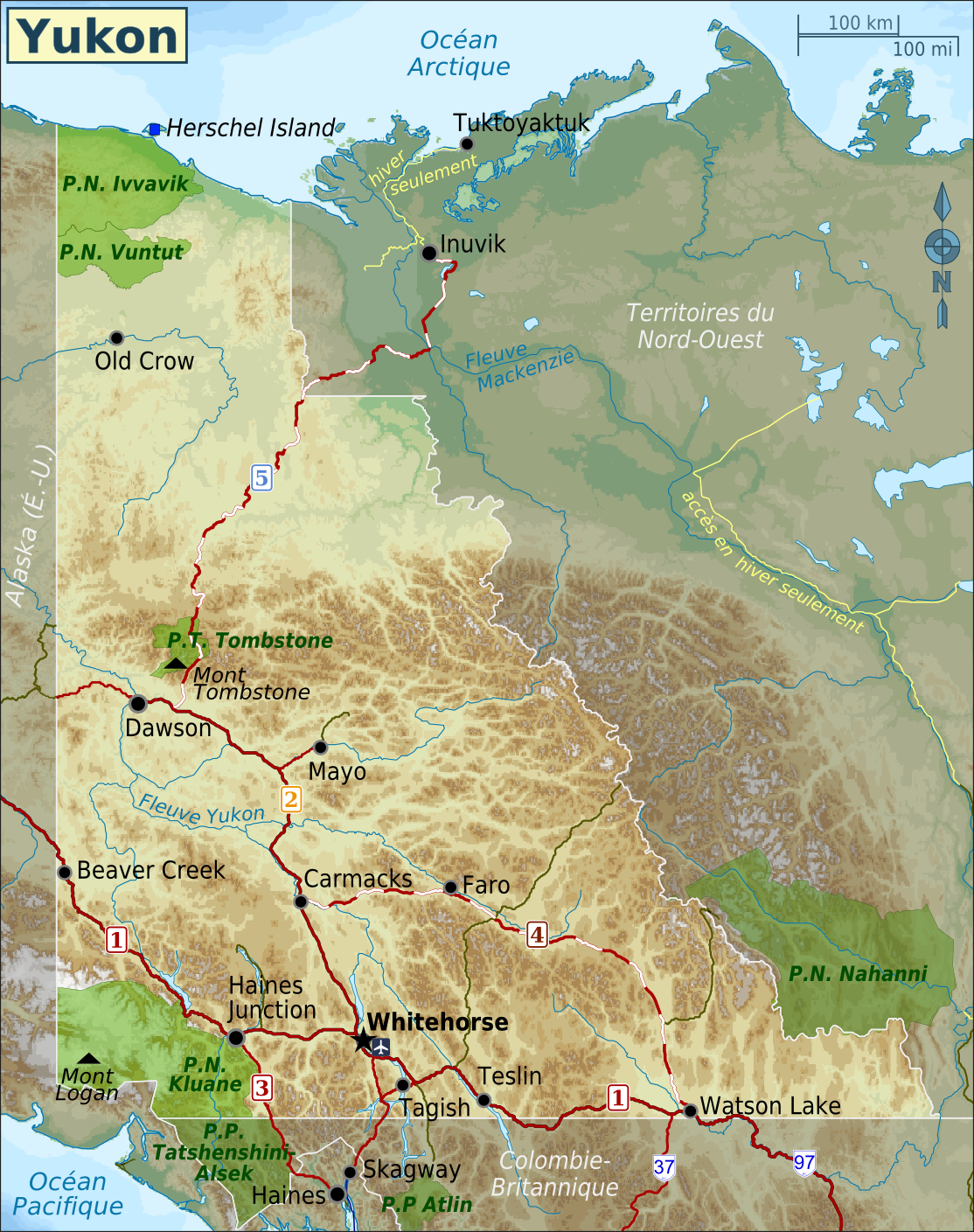
Carte régionale du Yukon.

À l'exception de la plaine côtière de la mer de Beaufort, sur l'océan Arctique, la plupart du Yukon fait partie de la cordillère américaine. Le terrain comprend des chaînes de montagnes, des plateaux et des vallées fluviales. La chaîne Saint-Élie est la chaîne la plus importante et fait partie de la chaîne Côtière.
Le sud-ouest est dominé par les champs de glace du parc national de Kluane. Ce parc contient les dix plus hautes montagnes du Canada, toutes situées dans la chaîne Saint-Élie.
Le pergélisol est courant. La partie nord du Yukon est constituée d'un pergélisol permanent ; même le Sud possède des zones de pergélisol.
Deux failles importantes, les failles Denali et Tintina, ont créé les fosses Shakwak et Tintina. La fosse Shakwak sépare les chaînes de Kluane des autres chaînes plus au nord. La fosse Tintina tranche le Yukon du nord-ouest au sud-est et ses bords sont riches en dépôts minéraux, comme l'or du Klondike et les dépôts de plomb et de zinc près de Faro.
Les volcans du Yukon font partie de la ceinture de feu du Pacifique. Le territoire comprend plus d'une centaine de centres volcaniques distincts ayant été actifs au quaternaire.

### Hydrographie

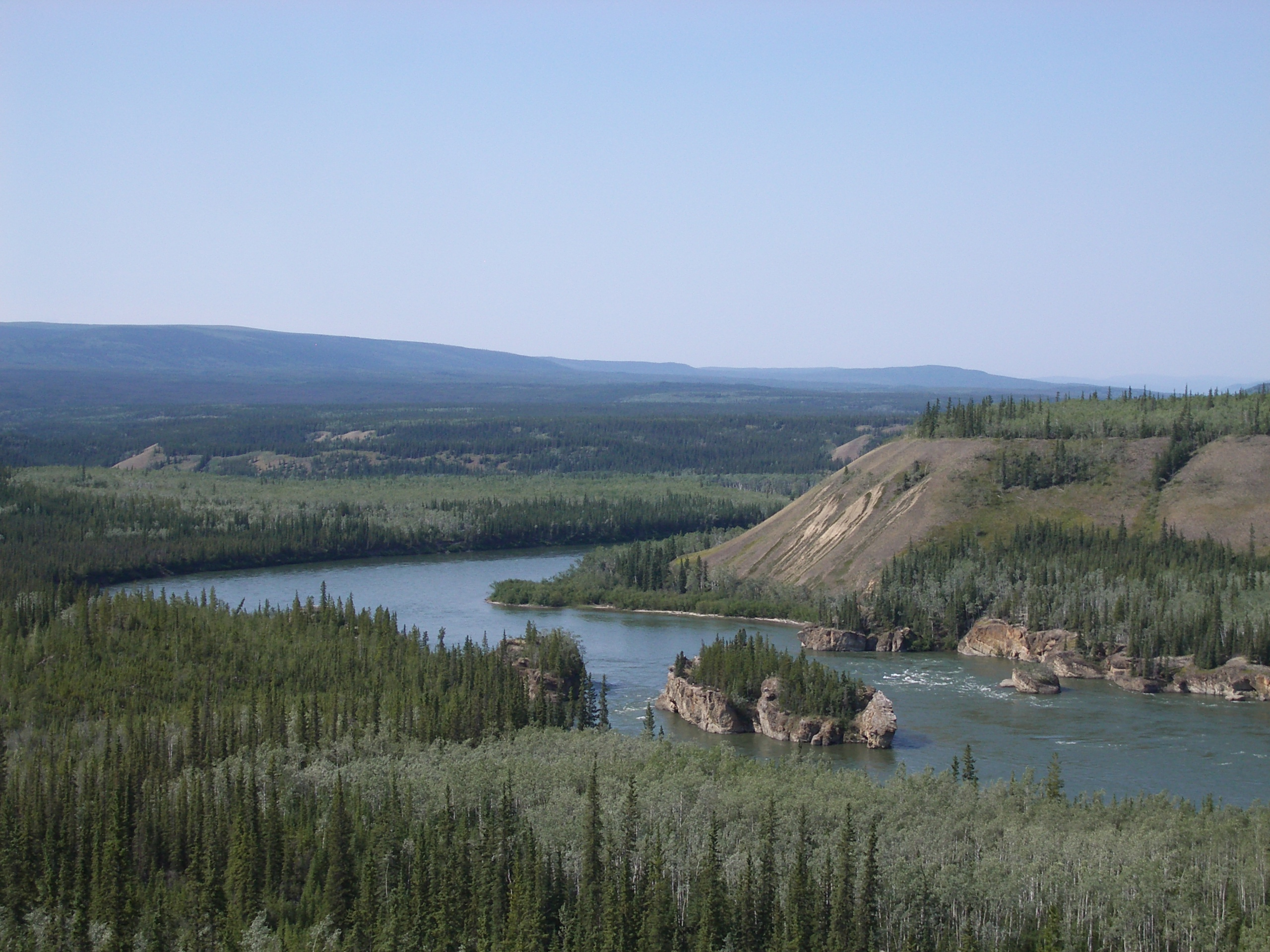
Le fleuve Yukon, vue des Five Fingers Rapids.

La majeure partie du territoire est située sur le bassin versant de son éponyme, le fleuve Yukon. Le Sud du Yukon est constellé de lacs glaciaires longs et étroits, la plupart se déversant dans le bassin du Yukon, comme les lacs Teslin, Atlin, Tagish, Marsh, Laberge, Kusawa et Kluane.
Les autres bassins versants du Yukon sont ceux du Mackenzie, de l'Alsek et de quelques cours d'eau qui se jettent directement dans la mer de Beaufort ou l'océan Pacifique. Les deux affluents principaux du Mackenzie passant sur le Yukon sont la Liard dans le sud-est et la Peel au nord-est.

### Climat
Le climat de la majeure partie du Yukon est subarctique, caractérisé par des hivers longs et froids et des étés courts et chauds. L'aérodrome de Snag, à 25 km à l'est de Beaver Creek près de la frontière avec l'Alaska, a enregistré la température la plus basse mesurée en Amérique du Nord, −63,0 °C, le 3 février 1947. La côte de l'océan Arctique connaît un climat polaire.
Le climat du Yukon est généralement très sec, avec peu de précipitations, mais est nettement plus humide dans le sud-est. Les précipitations sont plus importantes dans les montagnes.

### Faune et flore

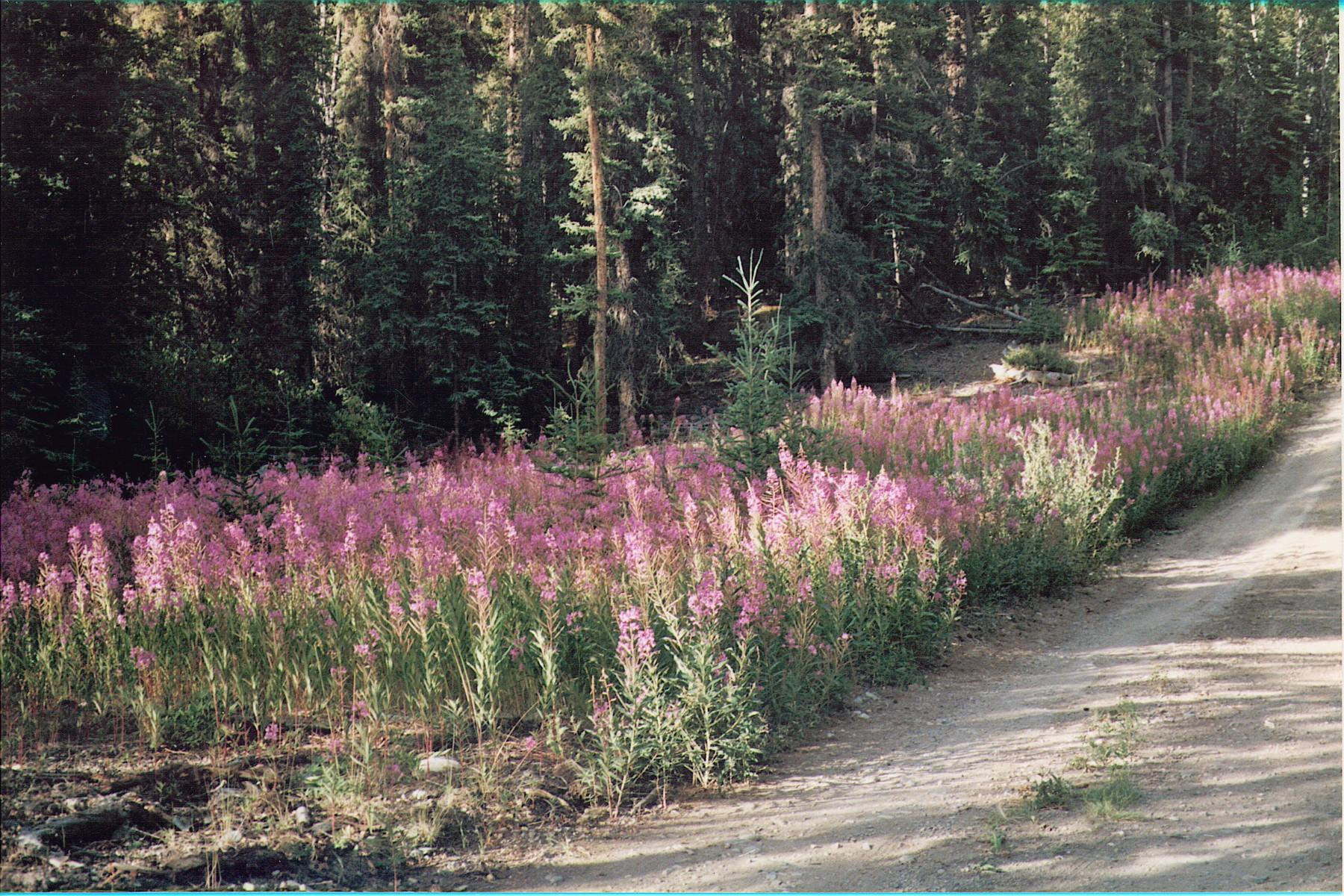
Épilobe en épi, fleur emblématique du Yukon, et épinette blanche dans le sud du territoire, près de la route du Klondike.

Hormis dans la plaine côtière arctique et aux altitudes élevées, le Yukon est recouvert de taïga. Les pics montagneux sont caractérisés par une toundra alpine et la côte par une toundra arctique. L'épinette noire, l'épinette blanche, le tremble, le bouleau à papier et le peuplier baumier sont des espèces répandues dans tout le territoire.
Comme grands mammifères, le Yukon connaît le caribou, l'orignal, le loup, le grizzli et l'ours noir. Les altitudes élevées accueillent le mouflon de Dall et, dans le Sud, la chèvre des montagnes Rocheuses, la côte arctique l'ours blanc. Le cerf hémione et son prédateur, le puma, sont de plus en plus courants dans le Sud et le coyote étend son aire dans le nord. Le wapiti et le bison ont été introduits au Yukon.
Le Yukon possède de nombreuses espèces de rongeurs, des petits carnivores comme le lynx du Canada, le renard roux et le renard polaire et 250 espèces d'oiseaux. Hormis la lote et le grand brochet, presque tous les grands poissons des lacs et rivières du Yukon sont des Salmonidae. Il n'y a aucun reptile au Yukon, mais quelques batraciens.

### Démographie
Le Yukon est très peu densément peuplé, avec 45 169 habitants en 2023, sur un territoire grand comme la Suède. La densité de population n'est que de 0,08 hab./km2.
La capitale, Whitehorse, est également la plus grande ville et héberge les deux tiers des habitants du territoire ; la deuxième plus grande ville est la Cité de Dawson (1 250 habitants), capitale jusqu'en 1952.

### Régions
On dénombre cinq régions au Yukon :
- Klondike (Carmacks, Pelly Crossing, Stewart Crossing, Dawson City) ;
- Kluane (Haines Junction, Burwash Landing, Destruction Bay, Beaver Creek) ;
- Yukon du Nord (Old Crow, Eagle Plains) ;
- Yukon central (Faro, Ross River, Mayo, Keno, The Silver Trail) ;
- Southern Lakes (Carcross, Teslin, Tagish, Marsh Lake)[11].

## Histoire

### Avant le contact avec les Européens
Les plus anciennes traces humaines découvertes au Yukon seraient des os d'animaux travaillés par des êtres humains et seraient vieilles de 25 000 à 40 000 ans ; découvertes à Old Crow, leur pertinence est cependant contestée. S'il s'agit réellement d'os modifiés par des êtres humains, ce seraient les plus anciennes traces d'habitation connues en Amérique du Nord.
Lors des glaciations, le Nord et le Centre du Yukon ne sont pas recouverts de glace. Vers 800, l'éruption du mont Churchill, près de l'actuelle frontière avec l'Alaska, recouvre le Sud du Yukon d'une couche de cendre. Les récits des Premières Nations du Yukon mentionnent la mort de tous les animaux et poissons. Des récits similaires sont tenus parmi les Navajos et les Apaches ; selon certains anthropologues, cette éruption pourrait être la cause de la migration des peuples athapascans vers ce qui est l'actuel sud-ouest des États-Unis.
D'importants réseaux commerciaux sont tissés entre les Tlingits de la côte et les Premières Nations de l'intérieur du Yukon. Les peuples côtiers échangent des eulakanes et d'autres produits locaux contre du cuivre et des fourrures.

### XIXesiècle
Les incursions européennes dans la région débutent dans la première moitié du XIXe siècle pour le commerce des fourrures. Les explorateurs de la Compagnie de la Baie d'Hudson et les marchands des comptoirs du Mackenzie utilisent deux routes différentes pour pénétrer la zone et créent des comptoirs sur le trajet. La route du Nord débute à Fort McPherson sur le Mackenzie, traverse les montagnes le long des rivières Bell et Porcupine vers le Yukon. La route du Sud débute à Fort Liard, puis se dirige vers l'ouest le long de la Liard jusqu'au lac Frances, puis le long de la Pelly jusqu'au Yukon. Les marchands établissent des contacts commerciaux avec les tribus des Premières Nations.
Dans la deuxième moitié du XIXe siècle, le Yukon est progressivement exploré. Robert Campbell explore le Sud de la région ; il fonde Fort Frances sur le lac Frances, dans le bassin de la Liard, en 1842 et Fort Selkirk en 1848 au confluent entre le Yukon et la Pelly. Ce dernier est mis à sac par des guerriers tlingits en 1852 pour protester contre la concurrence avec leur propre commerce des fourrures ; il est abandonné et n'est rétabli qu'en 1889. En 1859, Robert Kennicott explore le Mackenzie et le Yukon, ainsi que la toundra arctique. En 1865, une expédition est lancée afin de trouver une route pour établir une ligne télégraphique entre l'Amérique du Nord et la Russie par la mer de Béring.
En 1870, la toute jeune Confédération canadienne acquiert les terres de la Compagnie de la baie d'Hudson et les administre sous le nom de Territoires du Nord-Ouest. Le Yukon actuel est alors situé à l'extrémité occidentale de ce territoire, qui n'est pas encore divisé. En 1883, Frederick Schwatka remonte le cours du Yukon jusqu'à la mer de Béring pour le compte de l'armée américaine, nommant de nombreux lieux sur son trajet. Cette expédition alarme le gouvernement canadien qui envoie sa propre expédition en 1887 sous la direction de George Mercer Dawson. William Ogilvie en fait partie et réalise l'étude topographique de la frontière avec l'Alaska.

### Ruée vers l'or et création du Yukon

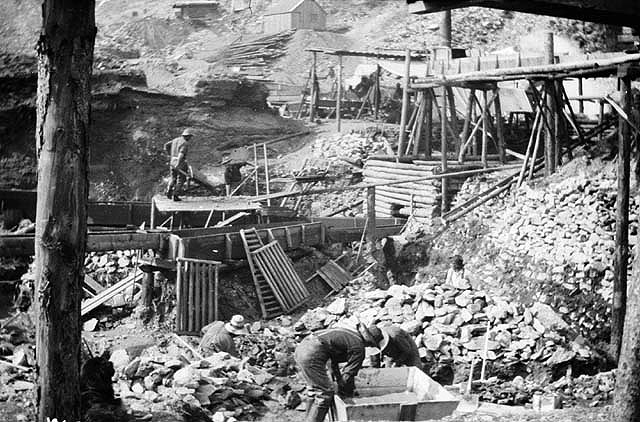
Recherche d'or à Bonanza Creek.

Des rumeurs de présence d'or dans la région sont rapportées par les marchands de la Compagnie de la baie d'Hudson, mais rien n'est initialement entrepris à ce sujet. À la suite de l'achat de l'Alaska par les États-Unis en 1867, les marchands de la Compagnie commerciale d'Alaska (en) commencent à travailler le long du cours supérieur du Yukon. Trois mineurs, Alfred Mayo, Jack McQuesten et Arthur Harper (en), ayant entendu ces rumeurs, s'engagent dans la Compagnie, mais leur principal objectif est de prospecter de l'or. En 1874, Mayo et McQuesten fondent Fort Reliance, quelques kilomètres en aval de ce qui deviendra plus tard Cité de Dawson. Des mineurs et des prospecteurs arrivent peu à peu et de l'or est trouvé dans plusieurs endroits, mais rarement en quantité rentable. Néanmoins, en 1885, une telle quantité est découverte sur la Stewart et McQuesten convainc la Compagnie commerciale d'Alaska d'approvisionner les mineurs plutôt que de se concentrer sur le commerce de fourrures. En 1886, des pépites d'or sont découvertes sur la Fortymile et un nouveau comptoir, Forty Mile est établi au confluent de la rivière avec le Yukon.
En 1894, préoccupé par l'afflux de mineurs américains et le commerce d'alcool, le gouvernement canadien envoie l'inspecteur Charles Constantine (en) de la police montée du Nord-Ouest examiner les conditions de vie dans le district du Yukon. Constantine prédit une ruée vers l'or imminente et un besoin urgent pour une force de police. En 1895, il retourne au Yukon avec vingt hommes, à temps pour la ruée vers l'or du Klondike.
En août 1896, une équipe conduite par Skookum Jim Mason découvre de l'or dans la Bonanza Creek, un affluent du Klondike. La découverte est ébruitée l'année suivante. Pendant l'hiver et le printemps 1897-1898, de 30 000 à 40 000 personnes atteignent les gisements aurifères du Klondike. Pour gérer cet afflux de population, le gouvernement canadien décide de créer un territoire distinct en 1898. En 1901, après le départ de nombreux prospecteurs, le recensement établit une population de 27 219 habitants dans le territoire. Cet afflux de population stimule l'exploration minière dans d'autres régions du Yukon et provoque deux ruées plus réduites à Atlin en Colombie-Britannique et à Nome en Alaska, sans compter d'autres mini-ruées. L'exploitation des gisements d'or conduit à la construction du White Pass and Yukon Railway.

### Époque contemporaine
Après la ruée vers l'or, la population du Yukon décroît rapidement, atteignant 4 157 habitants en 1921 et demeurant plutôt constante jusqu'aux années 1940. D'autres exploitations minières sont cependant développées, comme l'argent à Conrad (en) et Mayo, l'or dans la région du lac Kluane et le cuivre près de Whitehorse. Dans le Klondike, les prétentions individuelles des mineurs sont achetées et consolidées avec l'aide du gouvernement par quelques compagnies, comme la Yukon Gold Corporation de Solomon Guggenheim, qui utilise le dragage. Une brève période de prospérité s'ensuit pendant les années 1930 lorsque le prix de l'or augmente.
Vers 1920, le conseil territorial élu est réduit à trois membres et le territoire est directement dirigé par le commissaire à l'or, un fonctionnaire fédéral dépendant du ministère de l'Intérieur.

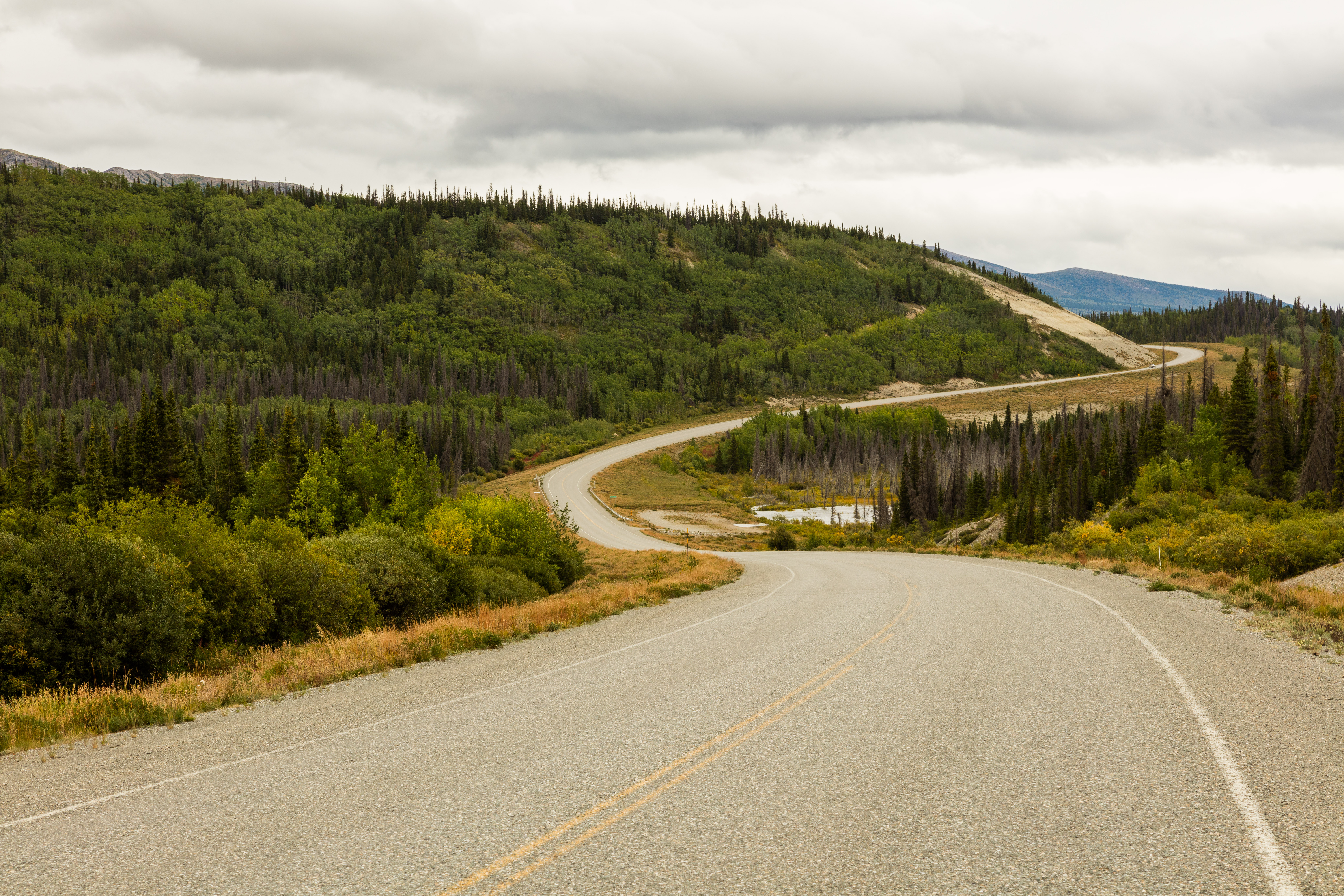
Route de l'Alaska à Haines Junction.

La construction de la route de l'Alaska pendant la Seconde Guerre mondiale ouvre le territoire au trafic routier. La guerre conduit à la création de plusieurs aérodromes. L'afflux d'équipes de construction venues du Sud a un effet dévastateur sur plusieurs Premières Nations, décimées par les maladies.
D'autres routes sont construites pendant les années 1950 et 1960, provoquant le déclin et l'abandon de la navigation fluviale, le principal mode de transport jusque-là. Dans les années 1950, la White Pass & Yukon Route est la première à utiliser le transport par conteneurs. L'activité minière est ravivée.
Dans les années 1980 et 1990, l'industrie minière décline et le rôle du gouvernement local s'accroit considérablement avec d'importants transferts de pouvoir du gouvernement fédéral. En 1978, le gouvernement responsable est atteint et des partis politiques sont fondés. Parallèlement, les Premières nations entrent en négociation et revendiquent des terres. Ces négociations conduisent à la signature d'un accord en 1992 entre le gouvernement et la plupart d'entre elles.
En 2018, des scientifiques alertent sur la fonte des glaciers du Yukon, celle-ci étant deux fois plus rapide que prévu et pouvant avoir des « conséquences dramatiques » dans la région. Cette accélération a déjà provoqué des changements dans la région : en 2016, en raison du manque d'eau, la rivière Slims qui alimente le lac Kluane a été complètement asséchée. Depuis, le niveau du lac a baissé, provoquant la disparition de milliers de poissons.

## Démographie
Lors du recensement de 2016, la population du Yukon est de 35 874 habitants. Elle poursuit ainsi une croissance, très soutenue depuis les années 2010, pour franchir la barre des 40 000 habitants lors du recensement de 2021. En 2023, elle compte 45 169 habitants.

### Origines
Le tableau suivant présente la proportion de la population autochtone, issue des minorités visibles et allochtone (non issue des minorités visibles) au Yukon, selon le recensement canadien de 2016.
| Ethnie                                 | Nombre | %    |
| -------------------------------------- | ------ | ---- |
| Canadiens européens et autres réponses | 24 185 | 68,1 |
| Premières Nations                      | 6 685  | 19,0 |
| Métis                                  | 1 015  | 2,9  |
| Inuits                                 | 230    | 0,7  |
| Autres réponses autochtones            | 265    | 0,8  |
| Minorités visibles                     | 3 000  | 8,5  |

Le tableau suivant précise les principales origines ethniques du Yukon, selon les résultats obtenus dans le recensement canadien de 2001 et celui de 2016. Il est à noter que les répondants pouvaient déclarer plus d'une origine ethnique, ce qui en résulte en un total qui excède la population du territoire. Il est également à noter que les pourcentages du tableau représentent la proportion de réponses pour une origine ethnique par rapport au nombre de réponses totales obtenues, qui diffère quelque peu de la population totale du territoire lors du recensement en question.
| Ethnie            | 2001   | 2001 | 2016   | 2016 |
| Ethnie            | Nombre | %    | Nombre | %    |
| ----------------- | ------ | ---- | ------ | ---- |
| Anglais           | 7 720  | 27,1 | 9 680  | 27,6 |
| Canadiens         | 7 655  | 26,8 | 8 635  | 24,6 |
| Écossais          | 6 245  | 21,9 | 8 290  | 23,6 |
| Premières Nations | 6 370  | 22,3 | 7 255  | 20,7 |
| Irlandais         | 5 455  | 19,1 | 6 930  | 19,7 |
| Allemands         | 4 085  | 14,3 | 5 575  | 15,9 |
| Français          | 3 810  | 13,4 | 5 035  | 14,3 |

Les Premières Nations constituent une part importante de la population du territoire. Un accord de revendication territoriale auprès de 7 000 membres de 14 Premières nations est signé avec le gouvernement fédéral en 1992. La liste suivante donne les huit premiers groupes ethnolinguistiques des Premières Nations du Yukon, et les 14 tribus et clans correspondants :
- Gwich’in :
  - Première Nation Vuntut Gwitchin  (Old Crow)
- Häns :
  - Tr'ondëk Hwëch'in (Cité de Dawson)
- Haut Tanana :
  - Première Nation de White River (Beaver Creek)
- Tutchonis du Nord :
  - Première Nation de Little Salmon/Carmacks
  - Première Nation de Na-Cho Nyäk Dun (Mayo)
  - Première Nation Selkirk
- Tutchonis du Sud :
  - Premières Nations Champagne et Aishihik (Haines Junction)
  - Première Nation de Kluane (Burwash Landing)
  - Première Nation de Kwanlin Dün (Whitehorse)
  - Conseil des Ta'an Kwäch'än  (lac Laberge)
- Kaska Dena :
  - Liard River (Watson Lake)
  - Ross River (Ross River)
- Tlingit :
  - Teslin Tlingit
- Tagish :
  - Carcross/Tagish

### Religion

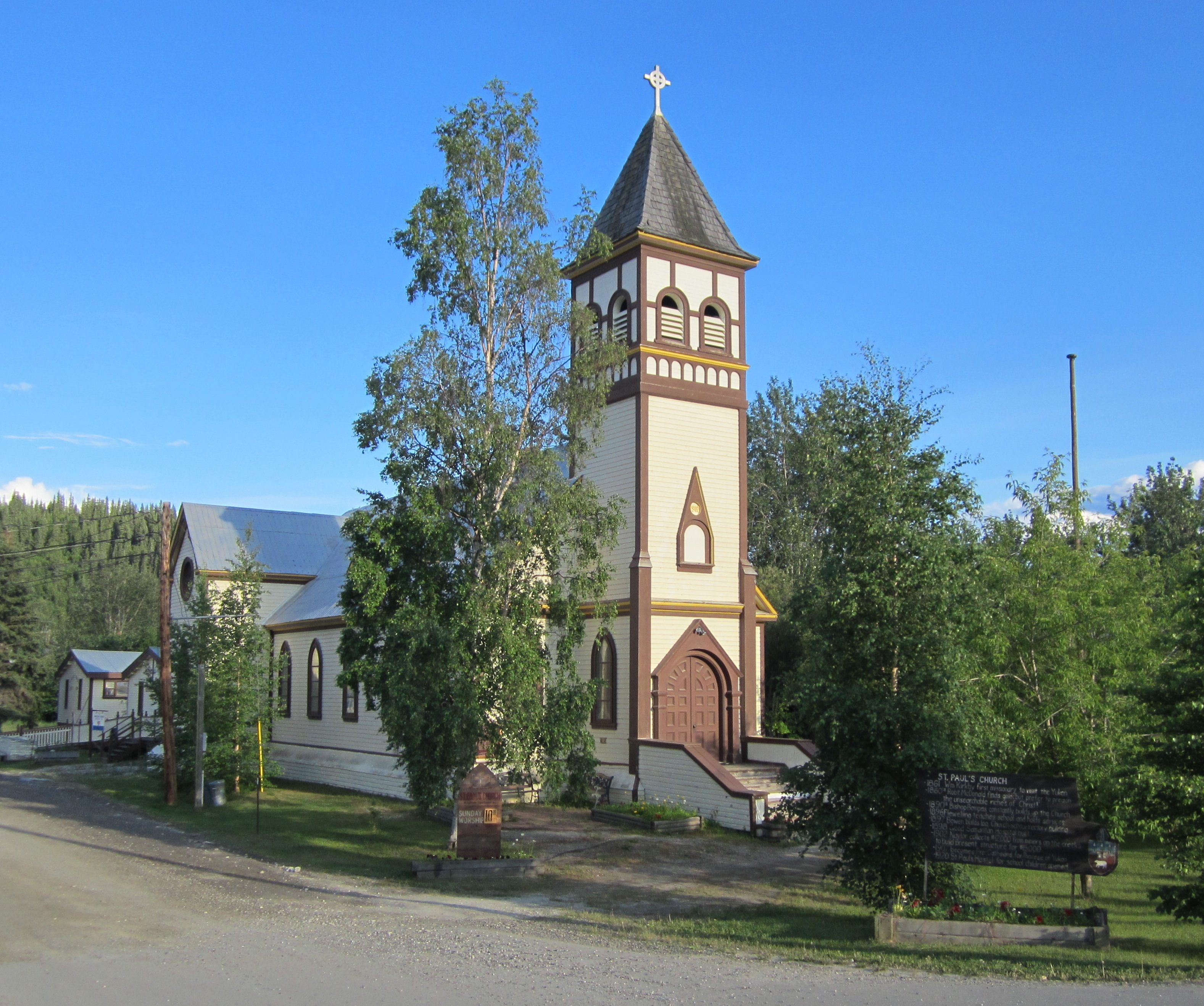
À Dawson, la St. Paul's Anglican Church.

Au Yukon, 46 % de la population est chrétienne. Il faut cependant les répartir selon la confession protestante qui se définit comme la religion catholique réformée (9 485 individus en 2001) ou la confession catholique (6 015 individus en 2001).
L'anglicanisme, qui est la branche du protestantisme la plus près du pouvoir politique sous le régime anglais, est représenté au Yukon par le diocèse du Yukon (en) de l'Église anglicane du Canada. Les catholiques qui pour leur part sont représentés par l'Assemblée des évêques catholiques de l'Ouest, font partie du diocèse de Whitehorse.
Selon le recensement fédéral de 2001, les principales affiliations religieuses du Yukon sont :
- Église catholique (21 %) ;
- Église anglicane du Canada (23 %) ;
- Église unie du Canada (9 %) ;
- Chamanisme (0,4 %) ;
- Athée, agnostique et ne revendiquant aucune confession particulière (6,6 %).

### Langues
| Langue maternelle      | 2006      | 2006   | 2016      | 2016  |
| Langue maternelle      | Locuteurs | %      | Locuteurs | %     |
| ---------------------- | --------- | ------ | --------- | ----- |
| Anglais                | 25 655    | 77,5 % | 29 105    | 81,85 |
| Français               | 1 105     | 3,7 %  | 1 570     | 4,42  |
| Tagalog                | 145       | 0,5 %  | 805       | 2,26  |
| Allemand               | 775       | 2,6 %  | 765       | 2,15  |
| Chinois                | 260       | 0,9 %  | 350       | 0,98  |
| Tutchone septentrional |           |        | 210       | 0,59  |
| Espagnol               | 130       | 0,4 %  | 170       | 0,48  |
| Kaska                  |           |        | 165       | 0,46  |
| Néerlandais            | 140       | 0,5 %  | 115       | 0,32  |
| Japonais               |           |        | 95        | 0,27  |
| Pendjabi               | 80        | 0,2 %  | 85        | 0,24  |
| Gwich’in               | 75        | 0,2 %  | 80        | 0,22  |
| Cebuano                |           |        | 80        | 0,22  |
| Russe                  |           |        | 75        | 0,21  |
| Tutchone méridional    |           |        | 70        | 0,20  |
| Tlingit                | 70        | 0,2 %  | 65        | 0,18  |
| Vietnamien             | 105       | 0,3 %  | 50        | 0,14  |
| Hongrois               | 80        | 0,3 %  | 45        | 0,13  |

Un total de 130 personnes a également choisi à la fois l'anglais et une langue non officielle ; 10 personnes le français et une langue non officielle ; 110 l'anglais et le français, alors que 175 personnes n'ont pas répondu à la question, ont retourné des langues non officielles multiples ou une autre réponse.
Les langues officielles du Yukon sont l'anglais et le français. Le Yukon reconnaît l'importance des langues autochtones ; cependant, seuls l'anglais et le français sont employés pour les lois, la justice et les débats au parlement. Seuls les panneaux de signalisation du gouvernement du Canada sont bilingues français/anglais au Yukon.

#### Progression du français au Yukon
Selon le recensement de 2021 de Statistique Canada, près de 15% de la population du Yukon est capable de soutenir une conversation en français, un nombre qui a plus que doublé en trente ans. Le Yukon est devenu la troisième province ou territoire où le bilinguisme est le plus important après le Québec et le Nouveau-Brunswick. Cette progression est due à trois facteurs: l'augmentation de l'émigration francophone, la mise en place d'un réseau scolaire francophone et de programmes d'immersion française dans les écoles anglophones du territoire et le travail sur le long terme de l'Association franco-yukonnaise. Cette association se veut le porte-parole officiel et le leader du développement de la communauté francophone du Yukon.
On retrouve des francophones un peu partout sur le territoire du Yukon mais plus de 80 % d'entre eux se concentrent à Whitehorse.

## Vie politique

### Gouvernement

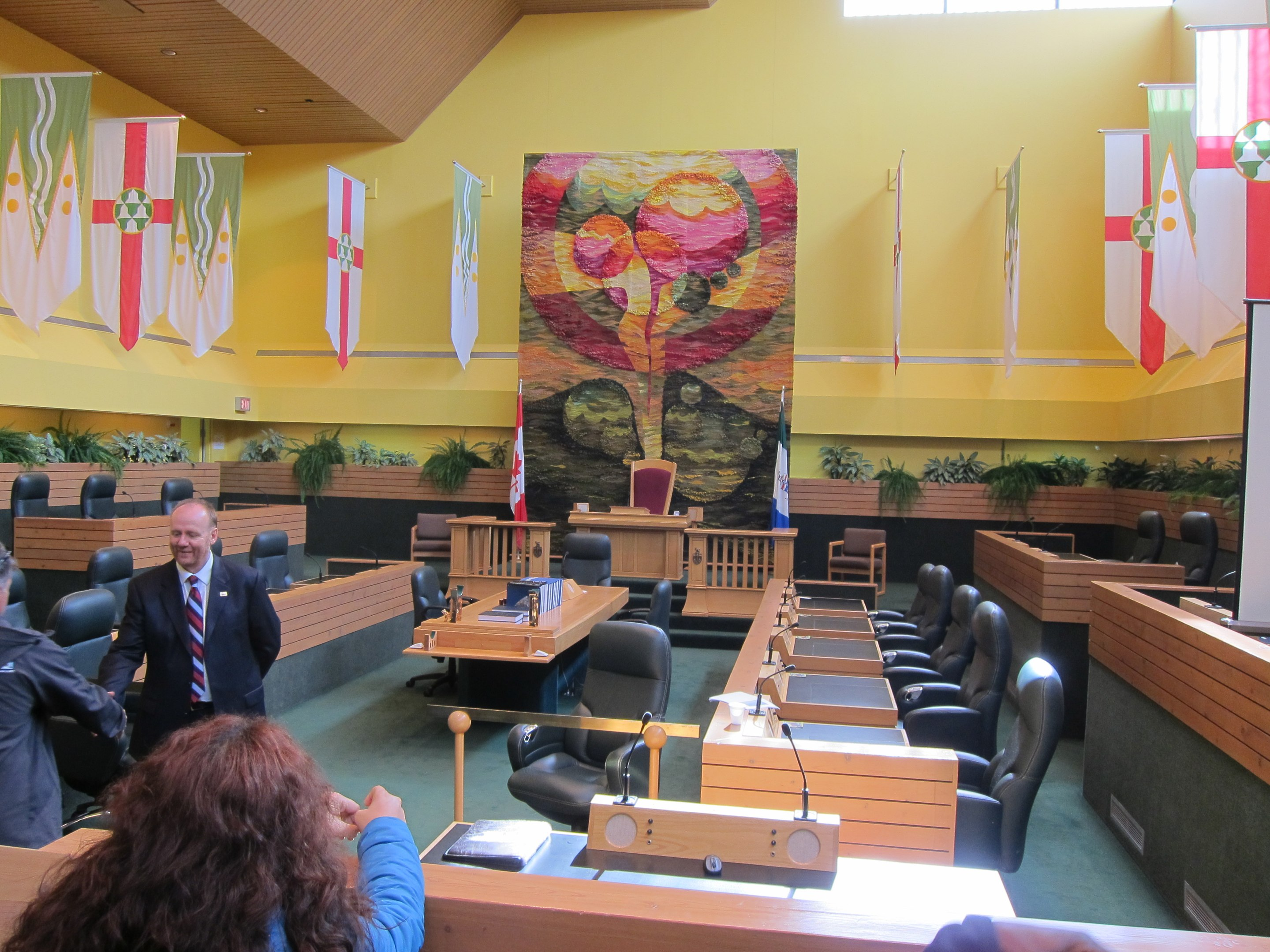
Assemblée législative du Yukon.

Le gouvernement local du Yukon dispose de plus de pouvoirs que les deux autres territoires du Canada. Depuis 2003, à l'exception des poursuites criminelles, les pouvoirs du Yukon sont similaires à ceux des provinces. Le pouvoir exécutif du territoire est dirigé par un commissaire choisi par le gouvernement fédéral, qui dispose d'un rôle analogue à celui des lieutenants-gouverneurs provinciaux ; à la différence de ces derniers, le commissaire n'est pas un représentant officiel de la reine, mais un employé du gouvernement fédéral.
L'Assemblée législative monocamérale du Yukon fonctionne suivant un système de partis depuis 1978. Le Parti progressiste-conservateur du Yukon forme alors le premier gouvernement. Entre 1985 et 1992, le pouvoir est détenu par le Nouveau Parti démocratique du Yukon, sous la direction de Tony Penikett. En 1992, les progressistes-conservateurs reviennent au pouvoir sous la direction de John Ostashek après s'être renommés Parti du Yukon. La période entre 1996 et 2000 voit le retour du NPD avec Piers McDonald auquel succède le gouvernement du Parti libéral du Yukon de Pat Duncan qui est battu aux élections de 2002, au profit du Parti du Yukon. Dennis Fentie devient alors Premier du Yukon, position qu'il occupe jusqu'en juin 2011, date à laquelle lui succède Darrell Pasloski puis Sandy Silver. Depuis juin 2025, le premier ministre est Mike Pemberton (en).
Bien qu'il y ait eu des discussions sur l'accession du Yukon au rang de province, le consensus actuel semble être que sa population est trop faible et trop peu dense pour cela.

### Commissaire du Yukon

Le drapeau du Commissaire du Yukon.

Lors de la création du Yukon, un commissaire est nommé pour exercer des pouvoirs spécifiques.
Aujourd’hui, le rôle du commissaire du Yukon a été quelque peu repensé et exerce des fonctions qui sont semblables à celle des lieutenants-gouverneurs des provinces.

### Représentation fédérale
Au niveau fédéral, le territoire est représenté au Parlement par un siège à la Chambre des communes et un siège au Sénat.
Le Yukon dispose d'un siège à la Chambre des communes depuis 1949. Depuis 2011, son représentant est Ryan Leef, membre du Parti conservateur. Il succède à Larry Bagnell, membre du Parti libéral élu à ce poste en 2000.
L'actuelle sénatrice du Yukon est Pat Duncan, nommée en 2018. Cette position n'existe que depuis 1975.

### Gouvernements des Premières Nations
Les Premières Nations forment une part importante de la population du Yukon. En 1992, un accord général est signé entre le gouvernement fédéral et quatorze Premières Nations du Yukon (représentant 7 000 personnes) au sujet de revendications territoriales. Chacune d'entre elles négocie ensuite des revendications territoriales spécifiques et un accord d'autonomie. En 2005, onze de ces quatorze Premières Nations ont signé un tel accord.
| Gouvernement                              | Siège           | Chef                      |
| ----------------------------------------- | --------------- | ------------------------- |
| Première Nation de Carcross/Tagish        | Carcross        | Khà Shâde Héni Mark Wedge |
| Premières Nations Champagne et Aishihik   | Haines Junction | Diane Strand              |
| Première Nation de Na-Cho Nyäk Dun        | Mayo            | Simon Mervyn              |
| Première Nation de Kluane                 | Burwash Landing | Robert Dickson            |
| Première Nation de Kwanlin Dün            | Whitehorse      | Mike Smith                |
| Première Nation de Liard                  | Watson Lake     | Liard McMillan            |
| Première Nation de Little Salmon/Carmacks | Carmacks        | Eddie Skookum             |
| Conseil des Dena de Ross River            | Ross River      | Jack Caesar               |
| Première Nation Selkirk                   | Pelly Crossing  | Darren Isaac              |
| Conseil des Ta'an Kwächän                 | Whitehorse      | Ruth Massie               |
| Conseil des Teslin Tlingit                | Teslin          | Peter Johnston            |
| Première Nation des Tr’ondëk Hwëch’in     | Cité de Dawson  | Darren Taylor             |
| Première Nation Vuntut Gwitchin           | Old Crow        | Joe Linklater             |
| Première Nation de White River            | Beaver Creek    | David Johnny              |

Le Yukon possédait une communauté inuite sur l'île Herschel. Elle a été démantelée puis devenu le parc territorial Qikiqtaruk en 1987 et ses habitants relogés dans les Territoires du Nord-Ouest.

## Économie

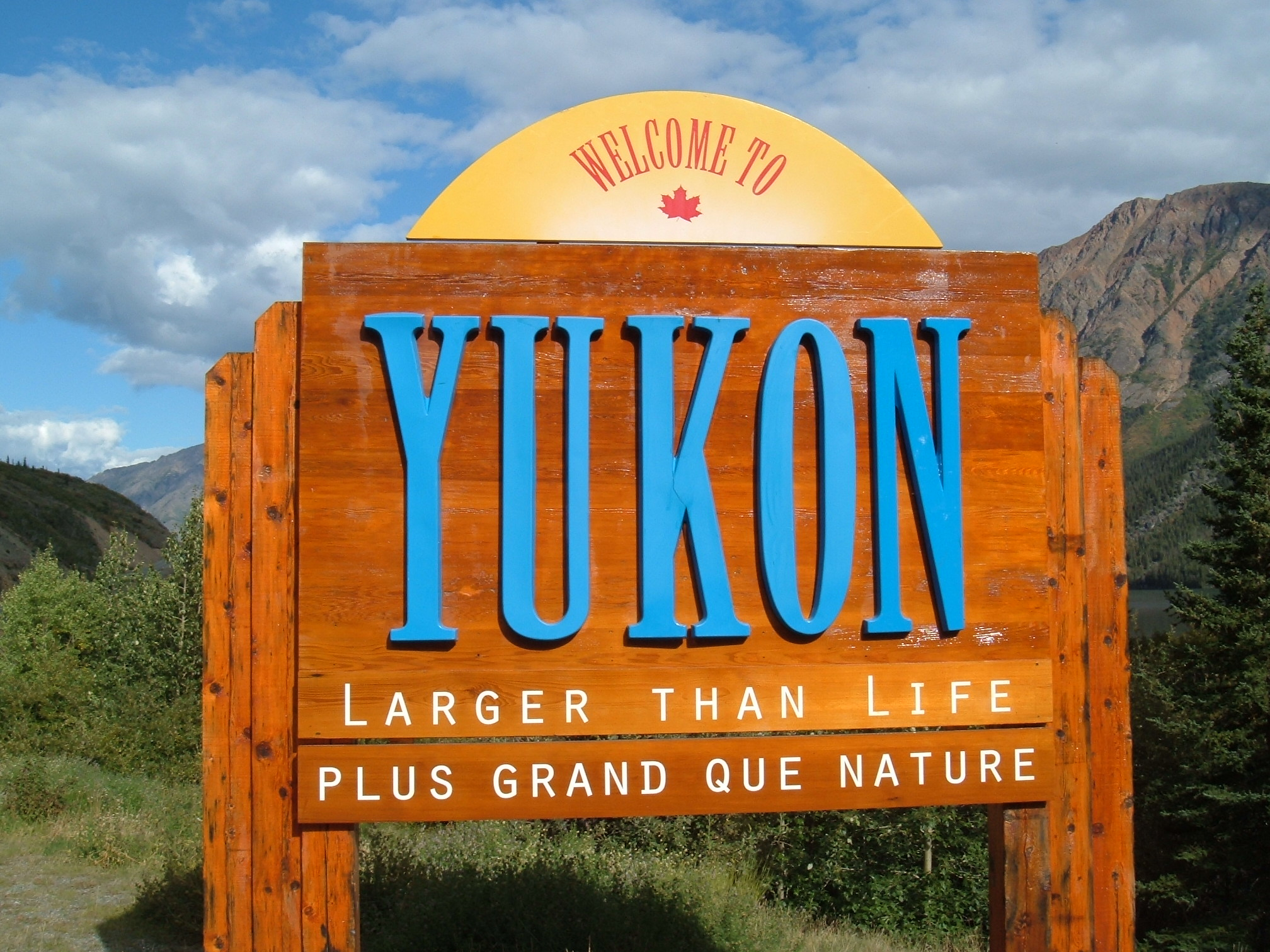
Panneau touristique au Yukon.

La principale activité du Yukon est l'industrie minière ; on y extrait du plomb, du zinc, de l'argent, de l'or et du cuivre. En termes d'importance suivent la fabrication de meubles, vêtements et produits typiques, et l'hydroélectricité. Les activités de subsistance traditionnelles telles la chasse et la pêche ont décliné. Le secteur public est le plus grand employeur du territoire, employant directement 5 000 personnes sur une force de travail de 12 500.
L'industrie touristique du Yukon met l'accent sur ses régions naturelles préservées. Le territoire possède trois parcs nationaux (Ivvavik, Kluane et Vuntut), ainsi que quatre parcs territoriaux.
Quoiqu'elle en soit au stade dit « exploratoire » pour l'instant, l'industrie du pétrole et du gaz naturel est en voie de devenir un secteur économique très important au Yukon. Deux projets de pipeline d'envergure, le Alaska Highway Pipeline Project[réf. souhaitée] (qui traverserait l'Alaska, le Yukon, puis l'Alberta), ainsi que le Mackenzie Gas Project[réf. souhaitée] (qui traverserait les Territoires du Nord-Ouest et l'Alberta), sont en cours d'étude.

## Transports
Historiquement, les rivières et les cols de montagnes (tout particulièrement le col Chilkoot et le col Chilkat (en)) forment les principales voies de communication des Tlingits côtiers lors de leurs échanges commerciaux avec les peuples de l'intérieur du Yukon. Ces voies sont également empruntées par les premiers Européens.

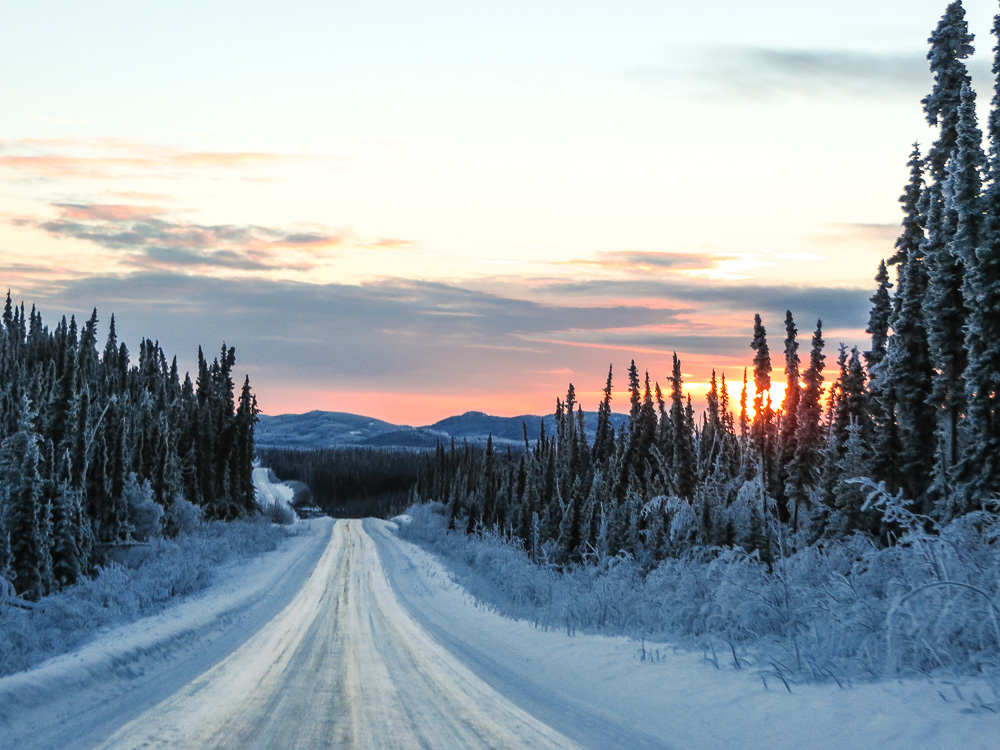
La route Robert Campbell.

Entre la ruée vers l'or de 1897 et les années 1950, les bateaux font la navette sur le Yukon, principalement entre Whitehorse et Cité de Dawson, certains poussant jusqu'en Alaska et la mer de Béring, et ses affluents comme la Stewart. La plupart d'entre eux sont détenus par la British-Yukon Navigation Company, une filiale de la White Pass and Yukon Route qui opère également une ligne ferroviaire entre Skagway en Alaska et Whitehorse. Cette ligne ferme dans les années 1980 avec l'abandon de la mine de Faro ; elle est désormais ouverte au tourisme pendant les mois d'été jusqu'à Carcross.
Les principales routes sont la route de l'Alaska, la route du Klondike (entre Skagway et Dawson City), la route de Haines (entre Haines en Alaska et Haines Junction) et la route Dempster (reliant Inuvik dans les Territoires du Nord-Ouest à la route du Klondike) ; elles sont toutes revêtues à l'exception de la route Dempster. Parmi les autres routes moins importantes, la route Robert Campbell relie Watson Lake à Faro et Ross River, et la Silver Trail relie les anciennes communautés minières de Mayo, Elsa et Keno City à la route du Klondike. Tout au nord, Old Crow ne peut être atteint que par avion.
L'aéroport international Erik Nielsen de Whitehorse est le principal aéroport du territoire, proposant des vols directs vers Vancouver, Calgary, Edmonton, Fairbanks et Francfort (pendant les mois d'été). Toutes les communautés du Yukon sont desservies par un aéroport. Air North tient des vols passagers et cargo réguliers vers Ottawa, Yellowknife, Vancouver, Calgary, et vers Inuvik, Old Crow et Dawson City.